# Albarín negro

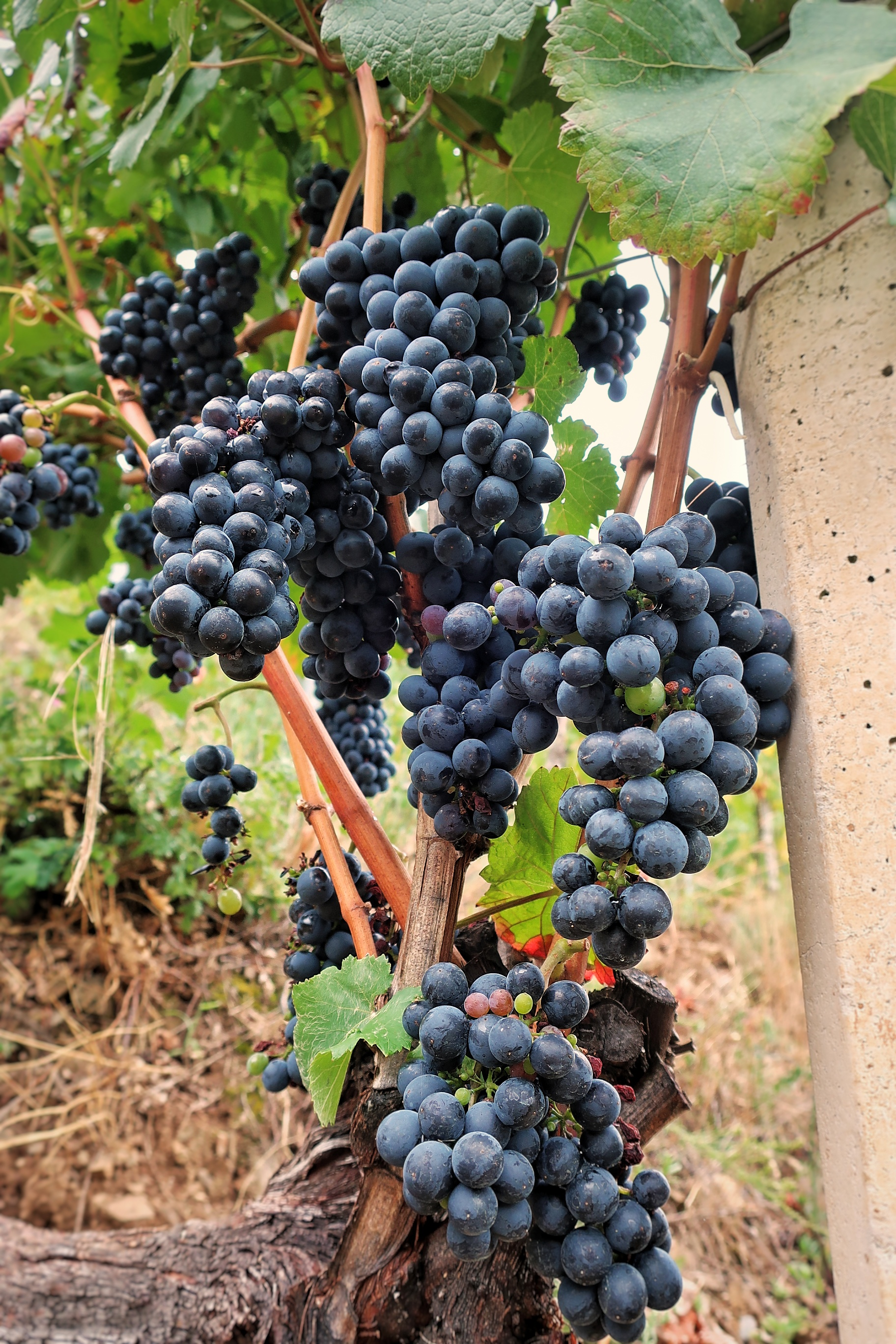
Racimos de Albarín Negro en una parcela asociada a la denominación de Cangas (vino)

Albarín negro es una variedad de vid de uva tinta destinada a la producción de vino y cultivada en España. Según la Orden APA/1819/2007, de 13 de junio (BOE del día 21), es una variedad autorizada como uva de vinificación en el Principado de Asturias y en Cantabria. 
Es una de las cuatro variedades autóctonas de Asturias junto con el Albarín blanco, el Verdejo Negro y el Carrasquín. Todas ellas se emplean en la DOP de Vino de Cangas
Denominación de Origen "Vino de Cangas"
- Datos: Q5662524